# Уэмура, Кана
Кана Уэмура (яп. 植村 花菜, род. 4 января 1983) — японская певица, автор-исполнитель.
Наиболее известна по своей акустической балладе «Toilet no Kamisama» (яп. トイレの神様, «Богиня туалета»), в которой певица рассказывала реальную историю своих отношений с покойной бабушкой. Песня достигла в 2010 году первого места в японских чартах и была Японской ассоциацией звукозаписывающих компаний сертифицирована платиновой в двух категориях: за полноразмерные скачки на телефон (более 250 тысяч) и за скачки на компьютер (более 250 тысяч), а также золотой за физические продажи (золотой диск за более 100 тысяч физических синглов, то есть дисков, поставленных в магазины).